# Pohnsdorf (Stockelsdorf)
Pohnsdorf ist ein Dorf (Ortsteil) der Gemeinde Stockelsdorf im Kreis Ostholstein in Schleswig-Holstein. Es hatte Mitte 2022 188 Einwohner.

## Geschichte
Das Dorf wurde erstmals im Jahr 1224 als Ponatsthorp erwähnt.
Bei einem größeren Brand am 16. Mai 1893 wurden zwei Hufenstellen und die Schule zerstört.
Es wurde 1933 Teil der Großgemeinde Stockelsdorf. 1973 wurde das Straßendorf durch die Straße „beim Teich“ erweitert.

## Infrastruktur
In Pohnsdorf liegt ein 220-kV-Umspannwerk für den Raum Lübeck. Ein 380/110-kV-Umspannwerk für die Ostküstenleitung und die Elbe-Lübeck-Leitung soll direkt daneben gebaut werden. Dafür werden 2025 sechs neue Transformatoren angeliefert.
In Pohnsdorf gibt es einen Defibrillator und einen Briefkasten.

## Verkehr
Pohnsdorf wird von den Buslinien 510, 513 und 514 im NAH.SH angefahren, die Verbindungen nach Lübeck, Bad Schwartau und in die umliegenden Dörfer herstellen. Zentrale Haltestelle ist die Haltestelle „Abzweig Bad Schwartau“. Die Linien 513 und 514 fahren zusätzlich die Haltestelle „Gastwirtschaft“, die Linie 514 fährt außerdem die Haltestellen „Umspannwerk“ an.